# Александровское сельское поселение (Приморский край)
Александровское се́льское поселе́ние — сельское поселение в Спасском районе Приморского края.
Административный центр — село Александровка.

## История
Статус и границы сельского поселения установлены Законом Приморского края от 11 ноября 2004 года № 163-КЗ «О Спасском муниципальном районе»

## Население
| 2010  | 2011  | 2012  | 2013  | 2014  | 2015  | 2016  |
| ----- | ----- | ----- | ----- | ----- | ----- | ----- |
| 1395  | ↘1394 | ↘1369 | ↘1364 | ↘1310 | ↘1283 | ↘1228 |
| 2017  | 2018  | 2019  | 2020  | 2021  |       |       |
| ↘1220 | ↘1191 | ↘1172 | ↘1140 | ↘867  |       |       |

## Состав сельского поселения
В состав сельского поселения входят 2 населённых пункта:
| № | Населённый пункт | Тип населённого пункта       | Население |
| - | ---------------- | ---------------------------- | --------- |
| 1 | Александровка    | село, административный центр | ↘1324     |
| 2 | Дроздов          | железнодорожная станция      | ↘71       |

## Местное самоуправление
Администрация
Адрес: 692201, с. Александровка, ул. Комсомольская, 59. Телефон: 8 (42352) 73-4-19
Глава администрации
- Архипов Алексей Алексеевич